# Tetraonyx propinqua
Tetraonyx propinqua es una especie de coleóptero de la familia Meloidae.

## Distribución geográfica
Habita en Argentina.